# Georg Menges (Kunststofftechniker)
Georg Menges (* 19. Dezember 1923 in Gernsbach; † 28. Februar 2021 in Aachen) war ein deutscher Maschinenbauer, Hochschullehrer und Pionier der Kunststofftechnik.

## Leben und Werk
Georg Menges wurde 1923 als Sohn des Gernsbacher Bürgermeisters Georg Menges geboren. Nach seiner Rückkehr aus sowjetischer Kriegsgefangenschaft begann er 1949 an der TH Stuttgart sein Studium des Maschinenbaus, das er 1953 als Diplom-Ingenieur abschloss. Im Jahr 1955 wurde er zum Dr.-Ing. promoviert bei Erich Siebel und Karl Wellinger. Er war dann 10 Jahre in verschiedenen leitenden Funktionen in der Industrie beschäftigt. 1965 wurde er auf den neuen Lehrstuhl für Kunststoffverarbeitung an der Rheinisch-Westfälischen Technischen Hochschule (RWTH) in Aachen berufen. Dort gehörte er im Jahr 1968 zusammen mit vielen anderen Professoren der RWTH Aachen zu den Unterzeichnern des „Marburger Manifestes“, das eine akademische Front gegen die aufkommende Mitbestimmung an den Hochschulen bildete.
Mit seiner Berufung nach Aachen war gleichzeitig die Ernennung zum Direktor des Instituts für Kunststoffverarbeitung (IKV) in Industrie und Handwerk an der RWTH Aachen verbunden, das er bis zu seiner Emeritierung 1989 leitete. Das IKV wurde rasch – dank seiner institutionalisierten Bindung zu Wirtschaft und Industrie als eine von dieser geförderte Forschungsstätte – mit der schnellen Entwicklung der Kunststoffbranche zu einem der namhaftesten Forschungsinstitute in Europa, das bis zu 70 Wissenschaftler beschäftigte.
Schwerpunkte der wissenschaftlichen Arbeiten Menges' waren die Untersuchung und Erforschung der Struktur und Eigenschaften von Kunststoffen sowie die Entwicklung wesentlicher Beiträge zu Verfahren der Kunststoffverarbeitung wie Spritzgießen, Extrusion, Schäumen, Pressen, Blasformen, Thermoformen und Schweißen und deren Automatisierung. Mit seiner verformungsbezogenen Betrachtungsweise der Kunststoffbeanspruchung setzte Menges auch bedeutende Impulse für das Verständnis der Werkstoffmechanik der Kunststoffe und die Auslegung daraus gefertigter Formteile. Unter seiner Federführung entstanden mehr als 1500 Publikationen sowie zahlreiche Fachbücher, von denen viele durch seine Nachfolger in Neuauflagen weitergeführt und aktualisiert werden. Georg Menges gilt als einer der Pioniere der Entwicklung von numerischen Simulationsverfahren (Computerprogramme) für die Berechnung von Strömungs- und Wärmetransportprozessen bei Kunststoffverarbeitungsverfahren sowie der nichtlinearen und anisotropen Eigenschaften von Kunststoffbauteilen und ihrer festigkeitsrelevanten Auslegung.
Aus seiner Schule stammen über 1200 Diplom-Ingenieure, über 210 promovierte und fünf habilitierte Ingenieure. Über 20 der Absolventen des IKV wurden Hochschullehrer. Auch der ehemalige Rektor der RWTH Aachen, Ernst Schmachtenberg, ist ein Menges-Schüler. Nach seiner Emeritierung war er Mitglied in mehreren Aufsichts- und Beiräten in Kunststoff-Firmen des In- und Auslandes sowie als Berater tätig. Seit 1999 wird der nach ihm benannte Georg-Menges-Preis alle zwei Jahre gemeinsam von IKV zusammen mit dem Fachverband Kunststoff- und Gummimaschinen im VDMA und Plastics Europe Deutschland e. V. für herausragende Leistungen auf dem Gebiet der Kunststofftechnik vergeben. Georg Menges war evangelisch, verheiratet mit Margarethe Menges, geborene Lavis, war Rotarier und lebte in Aachen-Laurensberg. Nach seinem Tod im Jahr 2021 wurde er in der Aachener Grabeskirche St. Josef beigesetzt.

## Ehrungen und Auszeichnungen
Für seine Leistungen wurden ihm zahlreiche Ehrungen namhafter Verbände und Institutionen im In- und Ausland verliehen. 1982 erhielt er den Swinborn Award, 1982 den John W. Derham Memorial Award, 1983 den International Award of SPE und 1984 die Vieweg Medaille des VDI. Als einer der ersten Nicht-US-Amerikaner wurde er 2006 für sein Lebenswerk in die 1972 gegründete Plastics Hall of Fame aufgenommen. Dies gilt als die höchste Auszeichnung, die in der Kunststoffindustrie vergeben wird. 2008 wurde Menges anlässlich eines Symposiums der Society of Advanced Molding Technology (SAMT) an der Beijing University of Chemical Technology für sein Lebenswerk mit dem „Life Achievement Award“ geehrt. Am 18. März 2016 verlieh ihm die Montanuniversität Leoben die Würde eines Ehrendoktors aufgrund seiner weltweit anerkannten wissenschaftlichen Leistungen und der seit den späten 60er-Jahren gepflegten guten Beziehungen zwischen der Montanuniversität Leoben und dem IKV.
Er wurde mit dem Verdienstorden der Bundesrepublik Deutschland (Verdienstkreuz 1. Klasse) ausgezeichnet.

## Schriften
- Werkstoffkunde Kunststoffe. 6. Auflage. Hanser Verlag 2011, ISBN 978-3-446-42762-4.
- Spritzgieß-Werkzeuge – Auslegung, Bau, Anwendung. 6. Auflage. Hanser Verlag 2007, ISBN 978-3-446-40601-8.
- How to Make Injection Molds. 3. Auflage. Hanser, 2001, ISBN 978-3-446-21256-5. (Translated in Chinese Copyright Carl Hanser, Munich 2002, ISBN 7-5025-4194-2)
- Encyclopedia of Polymer Science and Engineering. 2. Auflage. A. Wiley Intersciences Publication, 1985, ISBN 0-471-80950-0.
- Materials Science of Polymers for Engineers. 3. Auflage. Hanser Verlag 2012, ISBN 978-1-56990-514-2.
- Erleichtertes Verständnis des Werkstoffverhaltens bei verformungsbezogener Betrachtungsweise. (= Fortschr.-Berichte VDI-Z. Reihe 5, Nr. 12). VDI-Verlag, Düsseldorf 1971.
- Kunststoffkonstruktionen – Rechenbeispiele. VDI-Verlag 1974, ISBN 3-18-403038-5.
- Recycling von Kunststoffen. Hanser Verlag 1992, ISBN 3-446-16437-5.
- Wiederverwertung von Kunststoffen. Hanser Verlag 1995, ISBN 3-446-17412-5.
- Recycling and Recovery of Plastics. Hanser Gardiner 1996, ISBN 3-446-18258-6.